# Montanaire
Montanaire is een Zwitserse gemeente in noordoosten van het district Gros-de-Vaud van het kanton Vaud. De gemeente is op 1 januari 2013 opgericht als fusie van de toenmalige gemeentes Chanéaz, Chapelle-sur-Moudon, Correvon, Denezy, Martherenges, Neyruz-sur-Moudon, Peyres-Possens, Saint-Cierges en Thierrens.

## Fusie
Op 6 september 2011 besloten de negen gemeentes tot de fusie, die op 29 januari 2012 in een referendum aan de burgers werd voorgelegd. In alle gemeentes koos een ruime meerderheid voor de fusie, die op 1 januari 2013 definitief werd. De gemeente Chanéaz was tot die datum onderdeel van het district Jura-Nord vaudois, waardoor 108 inwoners door de fusie van district wisselden.